# Papuabågnäbb
Papuabågnäbb (Garritornis isidorei) är en fågel i familjen bågnäbbar inom ordningen tättingar.

## Utseende och läte
Papuabågnäbben är en rätt stor tätting med lång stjärt och en lång, nedåtböjd näbb. Fjäderdräkten är helt rostbrun. Den liknar både svart gråfågel och vitögd visslare som den ibland ses tillsammans med, men har bland annat tydligt längre näbb. Lätet består av en högljudd fallande vissling som upprepas och blandas med hårda raspiga och tjattriga ljud.

## Utbredning och systematik
Papuabågnäbb behandlas antingen som monotypisk eller delas in i två underarter med följande utbredning:
- Garritornis isidorei melanops – norra Nya Guinea (Geelvink Bay till Astrolabe Bay)
- Garritornis isidorei chelidonia – södra Nya Guinea samt öarna Misool och Waigeo

## Levnadssätt
Papuabågnäbben hittas i låglänta skogar. Där rör den sig i skogens mellersta skikt i ljudliga flockar, på jakt efter insekter i snårigheter.

## Status och hot
Arten har ett stort utbredningsområde, men tros minska i antal, dock inte tillräckligt kraftigt för att den ska betraktas som hotad. Internationella naturvårdsunionen IUCN listar arten som livskraftig (LC).